# Neochmia evangelinae
Neochmia evangelinae, "vitbukig blodastrild", är en fågelart i familjen astrilder inom ordningen tättingar. Den betraktas oftast som en underart av blodastrild (Neochmia phaeton), men urskiljs sedan 2016 som egen art av Birdlife International och IUCN.
Fågeln förekommer på södra Nya Guinea samt i norra Australien på Kap Yorkhalvön. Den kategoriseras av IUCN som livskraftig.